# Pengarna gör mannen
Pengarna gör mannen är en svensk TV-film från 1984, skriven och regisserad av Lars Molin. I rollerna ses bland andra Pierre Lindstedt, Eva Gröndahl och Carl-Gustaf Lindstedt.

## Handling
Två kompisar, Hjalle och hans kollega Göte, gör på fyllan ett inbrott i en avliden disponents stora hus där de finner en stor summa pengar. Detta förändrar deras liv till en mer lyxig tillvaro. Men en dag i samband med att Hjalle hälsar på sin far, träffar han en kvinna som har god kontakt med Gud, och detta påverkar Hjalles samvete.

## Rollista
- Pierre Lindstedt – Hjalle Hjalmarsson
- Lars Hansson – Göte Karlsson
- Eva Gröndahl – Lina Matsson, Rulles hemhjälp
- Carl-Gustaf Lindstedt – Rulle, Hjalles far
- Lasse Pettersson 	- poliskommissarien
- Helge Skoog – kriminalinspektör Ewert Grön
- Stig Torstensson – penningplaceraren
- Jan Nyman – polis
- Rico Rönnbäck – disponentens son
- Gösta Engström – festdeltagare
- Ted Ström
- Jessica Zandén – disponentensonens fru
- Inga-Lill Andersson – biluthyraren
- Hans Harnesk – polis
- Roland Hedlund – frikyrkopastor
- Gustav Kling – polis
- Kåre Santesson – lärare
- Lennart Tollén – rektor
- Lena T. Hansson – posttjänsteman

## Om filmen
Filmen producerades av Sigurd Jørgensen för Sveriges Television 2. Den fotades av Lars Åke Palén, klipptes av Hans Welin och premiärvisades den 26 september 1984 i TV2. Filmen sändes även i Finland den 1 januari 1985 under titeln Raha tekee miehen.